# Mặt phẳng quỹ đạo

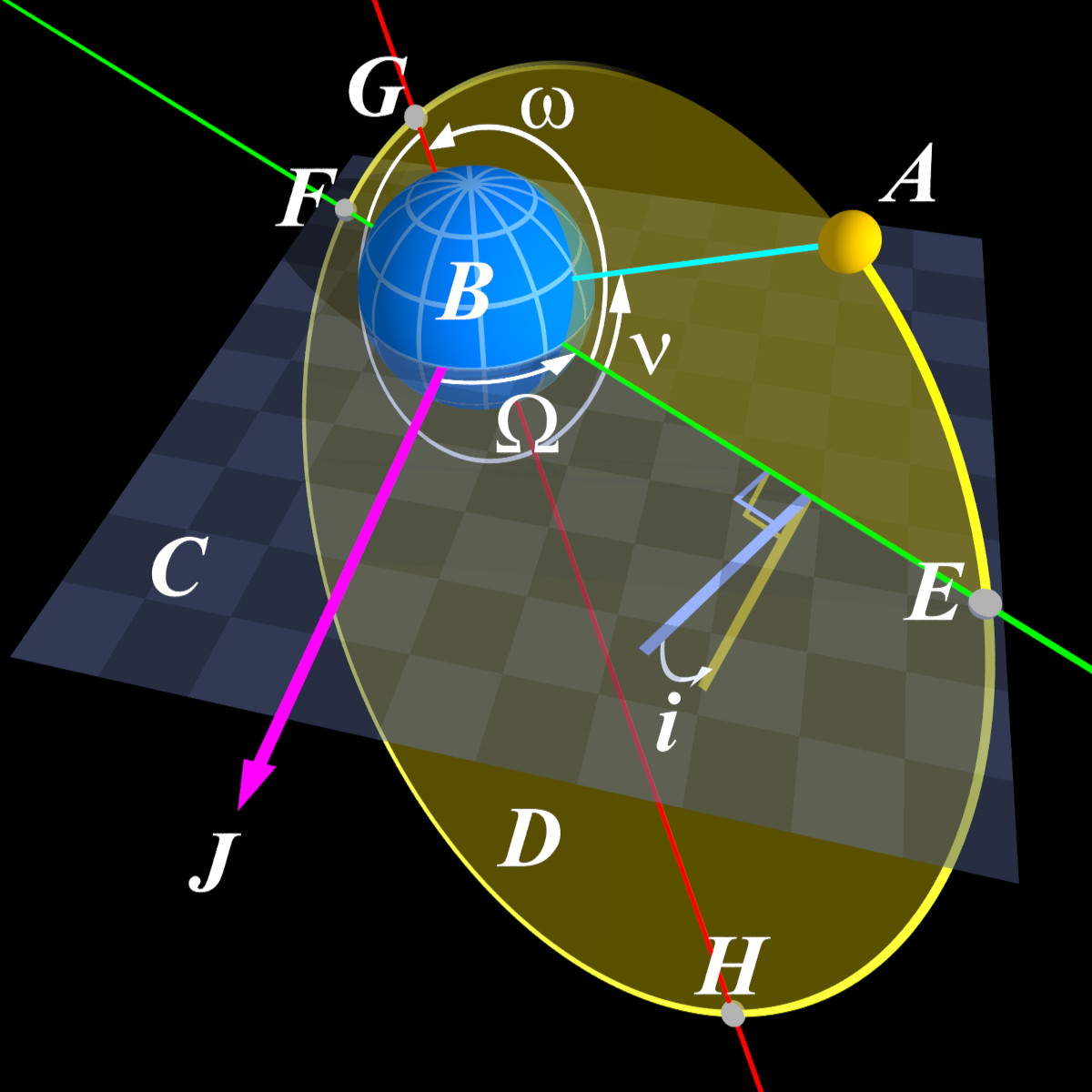
Vật thể A chuyển động với mặt phẳng quỹ đạo D của nó

Trong thiên văn học, mặt phẳng quỹ đạo là mặt phẳng hình học chứa quỹ đạo Kepler của một hành tinh quay quanh Mặt Trời hay một thiên thể quay quanh một thiên thể khác.
Với một vật thể bất kỳ chuyển động tương đối tuần hoàn thì mặt phẳng quỹ đạo là mặt phẳng có độ sai lệch với các vị trí của vật thể trong một chu kỳ của quá trình chuyển động là ít nhất